# Pomilio FVL-8
Pomilio FVL-8 là một mẫu máy bay tiêm kích hai tầng cánh, do Fabbrica Aeroplani Ing. O. Pomilio chế tạo cho Engineering Division.

## Tính năng kỹ chiến thuật
Dữ liệu lấy từ Angelucci, 1987. p. 197.
Đặc điểm tổng quát
- Kíp lái: 1
- Chiều dài: 21 ft 8 in (6.60 m)
- Sải cánh: 26 ft 8 in (8.12 m)
- Chiều cao: 8 ft 2 in (2.48 m)
- Diện tích cánh: 284 ft2 (26.38 m2)
- Trọng lượng rỗng: 1.726 lb (783 kg)
- Trọng lượng có tải: 2.285 lb (1.036 kg)
- Động cơ: 1 × Liberty 8, 290 hp ( kW)

Hiệu suất bay
- Vận tốc cực đại: 133 mph (214 km/h)